# I'm in Love with a German Film Star
«I'm in Loving with a German Film Star» — сингл британського постпанк-гурту The Passions, який був виданий, 23 січня 1981 року на лейблі, Polydor Records. Пісня містить в собі водночас мрійливе, і похмуре звучання в стилі готик-рок, в традиції постпанк. Сингл досягнув 1-го місця в UK Dance Singles Chart в листопаді 2008 року. Також гурт Dubstar випустив кавер цієї пісні в квітні 2010 року.